# Coenonympha privata
Coenonympha privata är en fjärilsart som beskrevs av Marcel Caruel 1947. Coenonympha privata ingår i släktet Coenonympha och familjen praktfjärilar. Inga underarter finns listade i Catalogue of Life.